# Grove City (Florida)
Grove City is een plaats (census-designated place) in de Amerikaanse staat Florida, en valt bestuurlijk gezien onder Charlotte County.

## Demografie
Bij de volkstelling in 2000 werd het aantal inwoners vastgesteld op 2092.

## Geografie
Volgens het United States Census Bureau beslaat de plaats een oppervlakte van
3,4 km², waarvan 3,3 km² land en 0,1 km² water.

## Plaatsen in de nabije omgeving
De onderstaande figuur toont nabijgelegen plaatsen in een straal van 24 km rond Grove City.